# Hyaloscypha zalewskii
Hyaloscypha zalewskii är en svampart som beskrevs av Descals & J. Webster 1977. Hyaloscypha zalewskii ingår i släktet Hyaloscypha och familjen Hyaloscyphaceae.   Inga underarter finns listade i Catalogue of Life.